# Тарбела (язовир)
„Тарбела“ е язовир на река Инд в Пакистан, на 2-ро място в света по обем.
Разположен е в Харипур, Кибер Пактункуа, на около 50 км северозападно от Исламабад. Водната площ на язовира е около 250 км2. Стената е завършена през 1974 година.
Язовирът е проектиран за съхраняване на вода за напояване, предпазване от наводнения и произвеждане на водноелектрическа енергия. Заради силната седиментация се е смятало, че язовирът ще се запълни със седименти до 2030 г., но по-новите изследвания сочат, че животът на стената ще бъде 85 години, тоест до около 2060 година.